# Zoniopoda mimicula
Zoniopoda mimicula är en insektsart som beskrevs av Rehn, J.A.G. 1909. Zoniopoda mimicula ingår i släktet Zoniopoda och familjen Romaleidae. Inga underarter finns listade i Catalogue of Life.